# شاهزاده (فیلم ۲۰۱۴)
شاهزاده (به انگلیسی: The Prince) فیلمی است محصول سال ۲۰۱۴ و به کارگردانی برایان ای. میلر است. در این فیلم بازیگرانی همچون جیسون پاتریک، بروس ویلیس، جان کیوسک، رین، جسیکا لاندس، جاناتان شیچ، گیا مانتگنا، فیفتی سنت، بونی سامرویل و آندره‌آ بورنز ایفای نقش کرده‌اند.